# Хонатан Крістальдо
Хоната́н Есек'є́ль Кріста́льдо (ісп. Jonathan Ezequiel Cristaldo; нар. 5 березня 1989, Інхеньєро-Будхе, Аргентина) — аргентинський футболіст, нападник мексиканського клубу «Крус Асуль».

## Біографія

### Клубна кар'єра

#### «Велес Сарсфілд»
Хонатан Крістальдо дебютував за «Велес Сарсфілд» 22 квітня 2007 року, вийшовши на заміну в матчі 11 туру Клаусури проти «Росаріо Сентраль» на 53-їй хвилині матчу. Наставник випустив третього форварда, щоб врятуватися від домашньої поразки, але вихід Хонатана не допоміг — «Сарсфілд» як програвав ще після першого тайму 0:2, так і програв матч з тим же рахунком. Всього Хонатан відіграв в цьому матчі 37 хвилин. А до кінця сезону виходив ще у двох матчах чемпіонату.

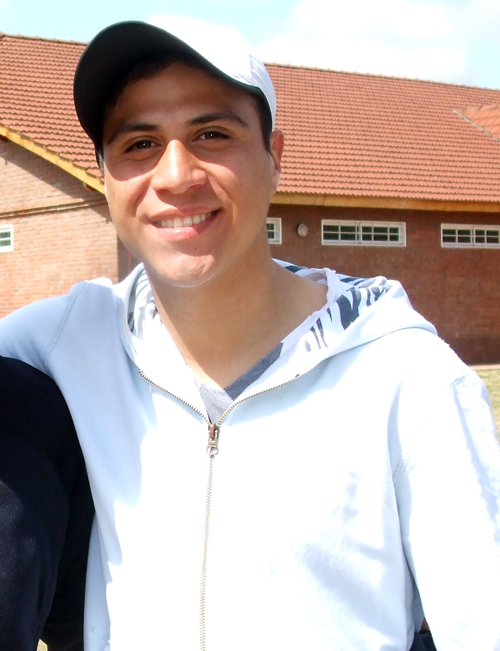
Хонатан Крістальдо у 2009 році

Свій перший м'яч за «Велес Сарсфілд» Крістальдо забив 10 травня 2008 року у матчі 14 туру Апертури проти того ж «Росаріо Сентраль». У цьому матчі він також вийшов на заміну в перерві і вже через шістнадцять хвилин відкрив рахунок, з метра в падінні переправивши м'яч у ворота після прострілу Сантьяго Сілви.
У Апертурі 2008 року футболіст нарешті став основним гравцем клубу і забив за чемпіонат п'ять голів, в тому числі «Бока Хуніорс» і «Рівер Плейту». Проте, вступивши на молодіжному Копа Америка, Хонатан повернувся у «Велес» вже не основним. Рікардо Гарека попереду більше довіряв Родріго Лопесу та Хоакіну Ларрівею, використовуючи Крістальдо та Роберто Нанні як підміну. Незважаючи на це «Велес» став чемпіоном. А Хонатан, відігравши 14 матчів (790 хвилин) і забив 4 голи, здобув свій перший трофей.
Ларрівей в міжсезоння поїхав в Серію А, Нанні — в Парагвай, проте Гарека все одно довіряти Хонатану не став, зробивши ставку на іншого вихованця клубу — Хуана Мартінеса, який стрімко виходив на роль одного з найкращих нападників в Аргентині.
Наприкінці Апертури 2009 Хонатану довелося лягти на операцію меніска. Не встиг повернутися, як знову отримав травму, відновившись лише під фініш Клаусури 2010. У Копа Лібертадорес так жодного разу і не зіграв.
У Апертурі 2010 здоров'я Крістальдо вже не підводило і він грав регулярно, забивши п'ять голів у 18 матчах.

#### «Металіст»
В кінці грудня 2010 року з'явилася інформація про те, що Крістальдо може перейти в харківський «Металіст». 8 січня 2011 року Джонатан прибув до Харкова разом з Себастьяном Бланко для підписання контракту з «Металістом» і в підсумку підписав п'ятирічний контракт з клубом. Крістальдо взяв собі 21 номер.

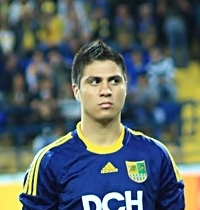
Хонатан Крістальдо під час виступів за «Металіст». 18 серпня 2011 року

В харківському клубі в офіційних матчах дебютував у лютому 2011 року в Лізі Європи, де «Металіст» в двобої з німецьким «Баєром» зазнав нищівної поразки 0:6 за сумою двох матчів, а Хонатан зіграв в обох матчах. В чемпіонату України Крістальдо довго не міг забити, але 8 травня 2011 року у 28 турі відзначився відразу хет-триком у воротах «Волині», а в останньому турі зробив дубль проти «Оболоні», офіційно оформивши здобуття бронзових медалей чемпіонату.
У наступних двох сезонах Крістальдо, разом з Марко Девичем, був основним форвардом команди, регулярно забиваючи голи, в тому числі і в єврокубках. Причому у сезоні 2012/13 9 голів Хонатана допомогли «Металісту» вперше в історії здобути срібні нагороди чемпіонату.
Сезоні 2013/14 також розпочав у Харкові, забивши в перших семи матчах чемпіонату три голи, проте через чудову форму Девича, а також відсутності українського паспорта не міг бути повноцінним нападником клубу, виходячи здебільшого на заміни.

#### «Болонья»
31 серпня 2013 року перейшов на правах оренди в італійську «Болонью». В новій команді Крістальдо став основним гравцем, зігравши у 28 матчах чемпіонату, в яких забив 4 голи. Проте за підсумками сезону «Болонья» покинула Серію А.

#### «Палмейрас»
12 серпня 2014 року за 4 млн євро перейшов в бразильський «Палмейрас», з яким підписав чотирирічний контракт.

### Кар'єра в збірній
У січні 2010 року Дієго Марадона, будучи тренером збірної Аргентини, викликав Джонатана на товариський матч зі збірної Коста-Рики, однак Джонатан так і не вийшов на футбольне поле.
5 червня 2011 року Хонатан дебютував у національній збірній Аргентини в товариському матчі проти Польщі, де біло-блакитні поступилися з рахунком (2:1). На полі він провів повні 90 хвилин.

## Досягнення
- Чемпіон Аргентини (2): 2009 (Клаусура), 2018/19
- Срібний призер чемпіонату України (1) : 2012/13
- Бронзовий призер чемпіонату України (2) : 2010/11, 2011/12
- Володар Кубка Бразилії (1): 2015

## Статистика виступів
Станом на кінець сезону 2013/14
| Сезон                         | Клуб                          | Чемпіонат                     | Чемпіонат | Чемпіонат | Кубок  | Кубок | Кубок | Континентальні | Континентальні | Континентальні | Інше   | Інше | Інше  | Всього | Всього |
| Сезон                         | Клуб                          | Турнір                        | Ігор      | Голів     | Турнір | Ігор  | Голів | Турнір         | Ігор           | Голів          | Турнір | Ігор | Голів | Ігор   | Голів  |
| ----------------------------- | ----------------------------- | ----------------------------- | --------- | --------- | ------ | ----- | ----- | -------------- | -------------- | -------------- | ------ | ---- | ----- | ------ | ------ |
| 2006-2007                     | «Велес Сарсфілд»              | ПД                            | 3         | 0         |        | -     | -     |                | -              | -              |        | -    | -     | 3      | 0      |
| 2007-2008                     | «Велес Сарсфілд»              | ПД                            | 16        | 2         |        | -     | -     |                | -              | -              |        | -    | -     | 16     | 2      |
| 2008-2009                     | «Велес Сарсфілд»              | ПД                            | 31        | 9         |        | -     | -     |                | -              | -              |        | -    | -     | 31     | 9      |
| 2009-2010                     | «Велес Сарсфілд»              | ПД                            | 17        | 5         |        | -     | -     | ПаК            | 6              | 1              |        | -    | -     | 23     | 6      |
| 2010-2011                     | «Велес Сарсфілд»              | ПД                            | 18        | 5         |        | -     | -     | ПаК            | 2              | 1              |        | -    | -     | 20     | 6      |
| Всього за «Велес Сарсфілд»    | Всього за «Велес Сарсфілд»    | Всього за «Велес Сарсфілд»    | 85        | 21        |        |       |       |                | 8              | 2              |        |      |       | 93     | 23     |
| 2010-2011                     | «Металіст» (Харків)           | ПЛ                            | 9         | 5         | КУ     | 0     | 0     | ЛЄ             | 2              | 0              | -      | -    | -     | 11     | 5      |
| 2011-2012                     | «Металіст» (Харків)           | ПЛ                            | 24        | 10        | КУ     | 1     | 0     | ЛЄ             | 10             | 7              | -      | -    | -     | 35     | 17     |
| 2012-2013                     | «Металіст» (Харків)           | ПЛ                            | 22        | 9         | КУ     | 1     | 1     | ЛЄ             | 10             | 3              | -      | -    | -     | 33     | 13     |
| 2013-2014                     | «Металіст» (Харків)           | ПЛ                            | 7         | 3         | КУ     | 0     | 0     | ЛЧ             | 2              | 0              | -      | -    | -     | 9      | 3      |
| Всього за «Металіст» (Харків) | Всього за «Металіст» (Харків) | Всього за «Металіст» (Харків) | 62        | 27        |        | 2     | 1     |                | 24             | 10             |        |      |       | 88     | 38     |
| 2013-2014                     | «Болонья»                     | A                             | 28        | 4         | КІ     | 0     | 0     |                | -              | -              |        | -    | -     | 28     | 4      |
| Загалом                       | Загалом                       | Загалом                       | 175       | 52        |        | 2     | 1     |                | 32             | 12             |        |      |       | 209    | 65     |